# Яшоварман I Чандела
Яшоварман I (гінді यशोवर्मन; д/н — 954) — магараджа Джеджа-Бхукті у 925—954 роках. Провадив успішну агресивну політику, сприяв появі нового архітектурного стилю.

## Життєпис
Походив з династії Чандела. Син магараджи Харши та Канчуки з династії Чаухан (невідомо з якої саме гілки). Посів трон 925 року. Зберігав номінальну залежність від Гуджара-Практіхара, але проводив фактично самостійну політику.
Яшоварман I завоював важливу фортецю Каланджар (звідси став контролювати мідні копальні в Барі), хоча особа його ворога в цій кампанії невідома. Одна з теорій полягає в тому, що він завоював Каланджару у своїх Магіпали I, магараджахіраджа Гурджара-Пратіхара, скориставшись поразкою того 939 року від Крішни III, магараджахіраджи Раштракутів. За іншою гіпотезою він відібрав фортецю вже у Раштракутів, які її захопили в Гуджара-Пратіхар. Більш ймовірно, що він діяв спільно з Крішною III проти Магіпали I, після чого розділив здобич. На честь цього успіху Яшоварман I прийняв титул каланджарадхіпаті («Володар Каланджари»). Правителя Чандела було названо «палаючим вогнем для Гурджара».
За цим успішно протистояв Радж'япалі, правителю імперії Пала, що намагався розширити свої володіннян вздовж Гангу на північ. Є свідчення, що війська Чандела навіть перейшли у наступ, вдершись на власну територію Пала. Разом з тим невдовзі стикнувся з союзом Калачура і Раштрукутів, який Яшоварман I небезпечним для своїх амбіцій. Відомо про якийсь конфлікт з Калачура, в якому Яшоварман I здобув перемогу, ймовріно над Ювараджою I, оскільки невдовзі разом з ним виступив проти Крішни III. Разом з тим підчас короткої війни з Калачура переміг династію Сомавамші з Кошали (васала Калачура). Також припускають, що він встановив зверхність над Парамара або завдав їм поразки. Втім ці війни не принесли розширення володінь, лише військову здобич. Відомо, що змусив Девапалу, магараджахіраджу з династії Гуджара-Пратіхари, передати священне зображення з храму в Каннауджі, яке Пратіхари отримали з Кашміру або Тибету.
Наприкінці життя спільно з Лакшманараджею II Калачура, магараджею Чеді-Дагала, воював проти Гуджара-Пратіхара і Пала. Припускають, що на момент смерті окрім власне Джеджа-Бхукті Яшоварман I володів доабом між Гангом і Джамною, кордон сягав Бхасват на річці Малава (притоки Джамни) і гори Гопадрі біля Гваліору. Помер 954 (або 950) року. Йому спадкував син Дханга.

## Будівництво
Активно сприяврозбудові своєї столиці. Саме з його часудослідники рахують початко стиля Чандела або архітектури Нагара. Ймовірно за його панування розпачолся будівництво величного храму лакшмана в Харджуравакака.